# Belanda Hitam

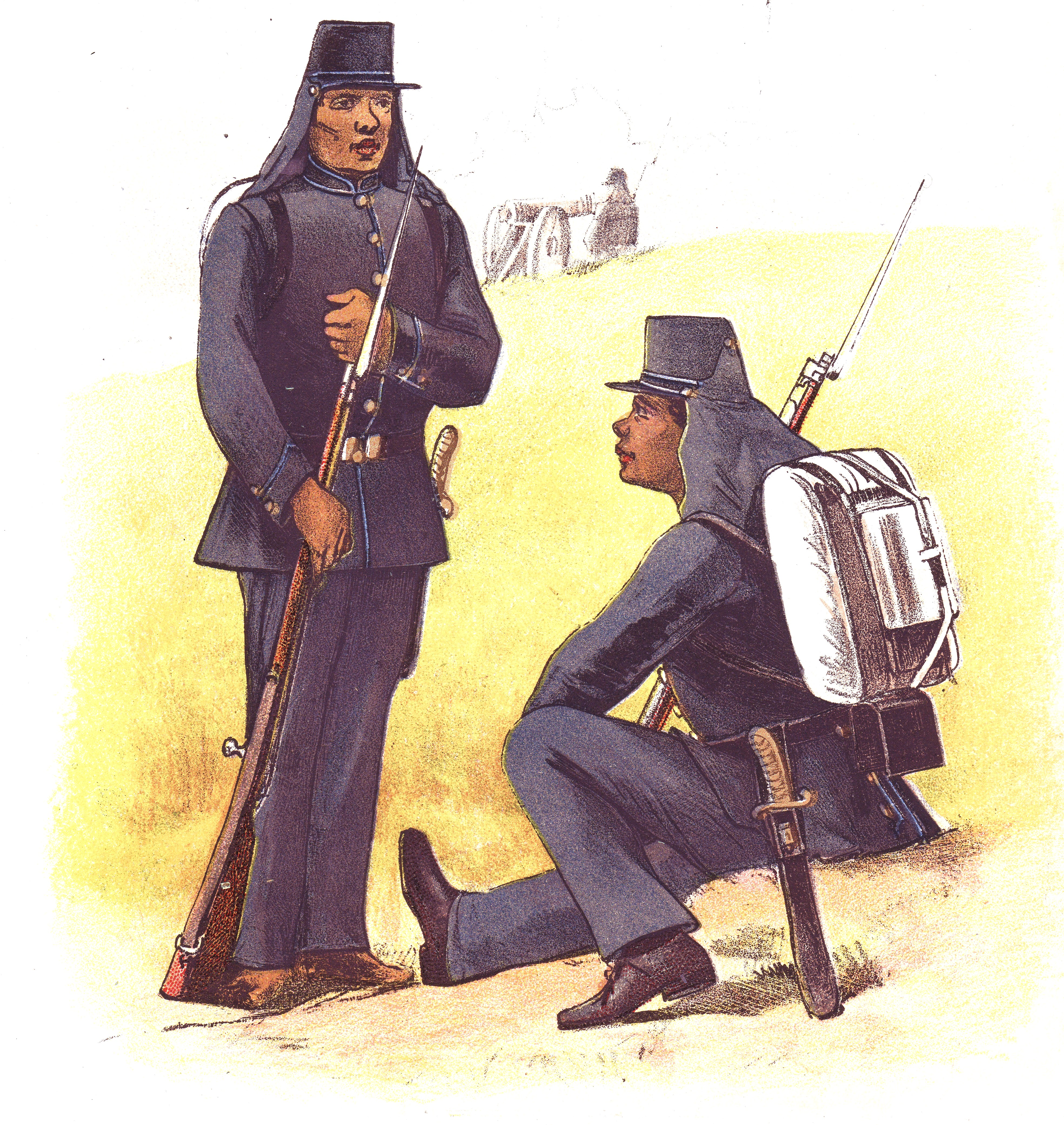
Schwarze Rekruten der niederländischen Kolonialarmee auf einem Plakat aus dem 19. Jahrhundert

Belanda Hitam bedeutet so viel wie „Schwarze Niederländer“ und ist die von der indonesischen Insel Java kommende Bezeichnung für afrikanische Soldaten und deren Nachkommen, die für die Koninklijk Nederlandsch-Indisch Leger, die niederländische Kolonialarmee, im 19. Jahrhundert im damaligen Niederländisch-Ostindien (heute Indonesien) gekämpft haben. Diese Afrikaner stammten von der damaligen Goldküste (dem heutigen Ghana) und waren über die niederländischen Besitzungen in der dortigen Stadt Elmina in holländische Dienste gekommen. Zwischen 1831 und 1872 sind etwa 3.000 Afrikaner aus Elmina nach Batavia (dem heutigen Jakarta), der Hauptstadt Niederländisch-Ostindiens, gebracht worden. Nach Ablauf ihrer Dienstzeit ist der kleinere Teil der Belanda Hitam nach Elmina zurückgekehrt, die Mehrheit jedoch auf Java geblieben. Von diesen wiederum sind nach der Unabhängigkeit Indonesiens 1947 viele als niederländische Staatsbürger in die Niederlande übergesiedelt. Daher gibt es heute sowohl in den Niederlanden als auch in Indonesien Menschen, die sich selbst als Belanda Hitam bezeichnen und ihre Herkunft auf diese 3.000 Afrikaner zurückführen.
Seit 2013 erinnert mit dem Elmina Java Museum ein kleines Museum in Elmina an die Geschichte der Belanda Hitam.

## Gründe für die Rekrutierung afrikanischer Soldaten
Hauptgrund für Rekrutierung von Afrikanern für die niederländische Armee war deren akuter Mangel an Rekruten infolge des Volksaufstand auf Java von 1825–1830. Neben 200.000 Javanern waren etwa 8.000 europäische und deutlich mehr einheimische Soldaten auf niederländischer Seite diesem Krieg zum Opfer gefallen. Hinzu kam der Abfall Belgiens von den Niederlanden 1830, der die Zahl potentieller Rekruten weiter reduzierte. Außerdem nahm man an, dass Soldaten aus dem tropischen Afrika weniger anfällig als Europäer für die Tropenkrankheiten „Ostindiens“ sein würden. Diese Annahme erwies sich jedoch als falsch. Ebenso wie die Europäer starben mehr afrikanische Soldaten an Krankheiten als auf dem Schlachtfeld.

## Ablauf der Anwerbung

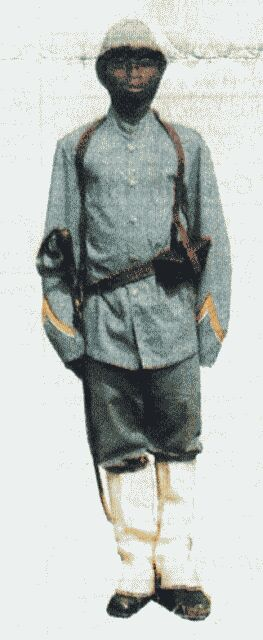
Rekrut der KNIL aus Elmina

Die Anwerbung der Afrikaner sollte ausdrücklich ohne Zwang vonstattengehen. In einer ersten Phase 1831–1836 bewogen die Niederländer den König Elminas, unter seinen Untertanen mit Verweis auf ein sicheres Einkommen, die Möglichkeit, die Welt zu sehen, und mit der Aussicht auf eine Altersabsicherung, Werbung für ihr Rekrutierungsprojekt zu machen. Etwa 100 Männer insbesondere aus afro-europäischen Familien Elminas und auch Accras ließ sich in dieser Phase für die holländische Kolonialarmee anwerben.
1837–1841 versuchten die Holländer eine Rekrutierung in größerem Stil über den traditionell mit den Niederlanden verbundenen König („Asantehene“) des Aschantireiches – von dem die Niederländer bis zur Abschaffung des Sklavenhandels auch Sklaven zu beziehen pflegten. Ihr Ziel war die Anwerbung von 2.000 bis 3.000 Rekruten. Der Asantehene versprach 1.000 Rekruten innerhalb eines Jahres und erhielt dafür 2.000 Gewehre im Voraus mit dem Versprechen, 4.000 weitere Gewehre zu bekommen. Die Rekrutierung war jedoch bei weitem nicht so erfolgreich wie erhofft. Die Gesetze des Aschantireiches verboten den Untertanen, in einer fremden Armee zu dienen, und die Aschanti lieferten nur einige ihrer Sklaven an die Niederländer. Die eigenen Bemühungen der Niederländer waren erheblich erfolgreicher. So erhielten Sklaven einen Vorschuss auf ihren Sold, falls sie sich verpflichteten, und konnten sich damit freikaufen. Insgesamt verließen etwa 2.100 Afrikaner in dieser Phase als Rekruten der Niederländer Elmina.
In einer dritten Rekrutierungsphase waren es zwischen 1860 und 1872 dann noch einmal 800 junge Männer. 1872 jedoch übergaben die Niederländer ihre Besitzungen an der Goldküste an die Engländer, womit auch die Anwerbung von Rekruten an der Goldküste beendet war. Zwischen 1890 und 1915 rekrutierten die Niederländer allerdings noch einige Personen im unabhängigen Liberia für ihre Kolonialarmee.

## Die Rückkehrer in Elmina
Nach Ablauf ihrer Verträge kehrte einige der Soldaten nach Elmina zurück. Dort wurden ihnen Parzellen hinter dem holländischen Fort Coonradsburg (dem heutigen Fort Sao Jago da Mina) auf einem Hügel zugewiesen, der heute noch „Java Hill“, also Javahügel, genannt wird. Im St. George’s Castle erhielten die Veteranen auch ihre Pensionen ausgezahlt. Es gibt aber heute keine als Nachfahren der holländischen Kolonialsoldaten identifizierbare Gruppe mehr. Die Erinnerung an diese gemeinsame ghanaisch-indonesische Geschichte wird in Elmina seit einiger Zeit jedoch von einem eigenen Elmina Java Museum aufrechterhalten.

## Die Belanda Hitam auf Java
Anders erging es den auf Java verbliebenen afrikanischen Soldaten. Innerhalb der Kolonialarmee gab es die Auflage, dass höchstens die Hälfte der Aktiven Einheimische sein durften. Die Afrikaner wurden den Europäern zugerechnet. Ihnen war versprochen worden, dass sie in der Armee den europäischen Soldaten vollkommen gleichgestellt würden (was den einheimischen Soldaten gegenüber eine Privilegierung bedeutete). Sie reagierten daher empfindlich auf rassistische Diskriminierung durch europäische Offiziere und es kam zu mehreren Meutereien afrikanischer Einheiten, insbesondere 1840/1841. Der einzige Afrikaner, der es im 19. Jahrhundert in der Niederländischen Kolonialarmee zu Offiziersrang brachte, war Lieutenant Pieter Hermans. Dennoch integrierten sie sich bald weitgehend in die indo-europäische Gesellschaft, nahmen die holländische Sprache an und wurden die Stammväter der indo-afrikanischen Gemeinschaften der javanischen Orte Purworedjo, Semarang, Salatiga und Solo. In ihren Familien wurde der Militärdienst für die Niederländer zur Familientradition. Sie bekämpften auf den Inseln Indonesiens die japanischen Invasoren im Zweiten Weltkrieg und die Unabhängigkeitsbewegung danach. Da sie alle die niederländische Staatsbürgerschaft erhalten hatten, konnten sie nach der Unabhängigkeit Indonesiens zwischen dem Verbleiben auf Java und der Übersiedelung in die Niederlande wählen. Die meisten entschieden sich für das Leben in den Niederlanden.